# Liste der Monuments historiques in Braisnes-sur-Aronde
Die Liste der Monuments historiques in Braisnes-sur-Aronde führt die Monuments historiques in der französischen Gemeinde Braisnes-sur-Aronde auf.

## Liste der Objekte
| Bezeichnung                    | Beschreibung                  | Standort                 | Kennzeichnung | Schutzstatus | Datum | Bild |
| ------------------------------ | ----------------------------- | ------------------------ | ------------- | ------------ | ----- | ---- |
| Skulptur des heiligen Nikolaus | Holz, bemalt, 16. Jahrhundert | in der Kirche St-Étienne | PM60003534    | Inscrit      | 1979  |      |